# Andrej Glavan
Andrej Glavan (Soteska, 14 ottobre 1943) è un vescovo cattolico sloveno, dal 30 giugno 2021 vescovo emerito di Novo Mesto.

## Biografia
Andrej Glavan è nato a Soteska, vicino a Dolenjske Toplice, il 14 ottobre 1943 ed è stato battezzato nella chiesa parrocchiale di Soteska.

### Formazione e ministero sacerdotale
Ha frequentato la scuola elementare a Soteska, la scuola media inferiore a Dolenjske Toplice e quella superiore a Kranj, dove si è diplomato nel 1961. Dopo il diploma, ha proseguito gli studi presso la Facoltà di scienze naturali e tecnologia dell'Università di Lubiana e nel 1966 ha conseguito la laurea in ingegneria chimica. Dopo alcuni mesi di stage presso la fabbrica Iskra a Žužemberk e un anno di servizio militare, è entrato in seminario. La vocazione al presbiterato è maturata in lui in un periodo postconciliare vivo e spiritualmente risvegliato. Nella primavera del 1966 ha partecipato all'organizzazione della missione giovanile-studentesca postconciliare a Lubiana. Da seminarista ha fatto parte di diversi cori di musica sacra e ha contribuito a fondare il coro "Santa Cecilia" di Lubiana.
Il 29 giugno 1972 è stato ordinato presbitero per l'arcidiocesi di Lubiana. In seguito è stato vicario parrocchiale a Škofja Loka dal 1972 al 1974. Durante questo periodo si stava preparando l'istituzione di una nuova parrocchia a Suha, una frazione di Škofja Loka, e il 1º gennaio 1975 ne è stato nominato primo parroco. Nel 1981 è diventato parroco di Stara Loka e ha svolto questo servizio fino alla sua nomina episcopale. È stato eletto e nominato per tre quinquenni, nel 1980, nel 1985 e nel 1997, decano del decanato di Škofja Loka. È stato membro del consiglio presbiterale e, dal 1998, membro del collegio dei consultori. Dall'autunno del 1998 al marzo del 2005 è stato anche arcidiacono della Carniola superiore.

### Ministero episcopale
Il 13 maggio 2000 papa Giovanni Paolo II lo ha nominato Vescovo ausiliare di Lubiana e titolare di Musti di Numidia. Ha ricevuto l'ordinazione episcopale il 12 giugno successivo nella cattedrale di San Nicola a Lubiana dall'arcivescovo metropolita di Lubiana Franc Rodé, co-consacranti il vescovo di Capodistria Metod Pirih e quello di Maribor Franc Kramberger.
Dal novembre del 2000 al gennaio del 2005 è stato anche segretario del consiglio pastorale diocesano.
Dopo la partenza per Roma di monsignor Franc Rodé, in quanto nominato prefetto della Congregazione per gli istituti di vita consacrata e le società di vita apostolica, il 26 aprile 2004 monsignor Glavan è stato nominato amministratore apostolico di Lubiana. Ha ricoperto questo ufficio fino al 5 dicembre 2004, giorno della presa di possesso del nuovo arcivescovo Alojzij Uran. Questi lo ha poi nominato vicario generale dell'arcidiocesi di Lubiana.
Il 7 aprile 2006 papa Benedetto XVI lo ha nominato primo vescovo della nuova diocesi di Novo Mesto. Ha preso possesso della diocesi il 10 giugno successivo con una cerimonia nella cattedrale di San Nicola a Novo mesto.
Negli anni successivi, insieme al clero della diocesi, ha posto le basi per la vita organizzativa della diocesi, dedicandosi alla cura pastorale, alla guida dei sacerdoti e al consolidamento della consapevolezza del nuovo centro diocesano tra i fedeli.
Il 31 luglio 2013 è stato nominato nuovamente amministratore apostolico di Lubiana. Ha retto l'arcidiocesi fino al 23 novembre 2014, giorno dell'ordinazione del nuovo arcivescovo Stanislav Zore.
Nel gennaio del 2008 e nel marzo del 2018 ha compiuto la visita ad limina.
Dall'agosto 2013 al 13 marzo 2017 è stato presidente della Conferenza episcopale slovena.
Il 14 ottobre 2018 ha compiuto 75 anni e, in conformità con il diritto canonico, ha offerto al papa le sue dimissioni dall'ufficio di vescovo di Novo mesto. Papa Francesco lo ha confermato nell'ufficio nunc pro tunc, ossia fino alla nomina e all'arrivo di un nuovo vescovo.
Il 30 giugno 2021 papa Francesco ha accolto la sua rinuncia per raggiunti limiti d'età.

## Genealogia episcopale e successione apostolica
La genealogia episcopale è:
- Cardinale Scipione Rebiba
- Cardinale Giulio Antonio Santori
- Cardinale Girolamo Bernerio, O.P.
- Arcivescovo Galeazzo Sanvitale
- Cardinale Ludovico Ludovisi
- Cardinale Luigi Caetani
- Cardinale Ulderico Carpegna
- Cardinale Paluzzo Paluzzi Altieri degli Albertoni
- Papa Benedetto XIII
- Papa Benedetto XIV
- Papa Clemente XIII
- Cardinale Marcantonio Colonna
- Cardinale Giacinto Sigismondo Gerdil, B.
- Cardinale Giulio Maria della Somaglia
- Cardinale Carlo Odescalchi, S.I.
- Cardinale Costantino Patrizi Naro
- Cardinale Lucido Maria Parocchi
- Papa Pio X
- Cardinale Gaetano De Lai
- Cardinale Raffaele Carlo Rossi, O.C.D.
- Cardinale Amleto Giovanni Cicognani
- Arcivescovo Michele Cecchini
- Arcivescovo Alojzij Šuštar
- Cardinale Franc Rodé, C.M.
- Vescovo Andrej Glavan

La successione apostolica è:
- Vescovo Andrej Saje (2021)

## Araldica
| Stemma | Titolare                            | Descrizione |
|        | Andrej Glavan Vescovo di Novo Mesto | Lo stemma è diviso verticalmente in due sezioni. Nella prima parte vi è una croce di Sant'Andrea argento su campo verde. Si dice che l'apostolo Andrea, patrono battesimale del vescovo, abbia predicato il Vangelo in Bitinia, Tracia e Grecia; quindi nell'area dell'attuale Russia e nei Balcani. In vecchiaia si stabilì come vescovo a Patrasso, dove intorno al 60 d.C., durante il regno dell'imperatore Nerone, subì il martirio per essersi rifiutato di rinnegare Gesù. Fu condannato alla tortura e alla crocifissione su una croce obliqua. Nella seconda parte vi è una stella a otto punte oro su campo rosso. Essa è un simbolo della Beata Vergine Maria. Per il cristiano, Maria è una stella costante che gli indica la strada e anche una stella del mattino che annuncia il nuovo giorno. Secondo papa Benedetto XVI, Maria "si è fidata completamente di Dio ed è diventata così un esempio di fede per noi. Ha partecipato al piano di salvezza di Dio fino ai momenti più bui ai piedi della croce sul Calvario. [...] La vita terrena dell'uomo è una tensione costante tra il bene e il male, come un viaggio in un mare in tempesta. Maria è la stella che conduce a Gesù, il Sole sulle tenebre della storia" (Castel Gandolfo, 15 agosto 2009). Come motto ha scelto l'espressione "Karkoli vam reče, storite" che significa "Qualsiasi cosa vi dica, fatela". Essa è tratto dal racconto evangelico delle nozze di Cana di Galilea. La sposa e lo sposo rimasero senza vino. Maria notò la loro confusione e avvertì Gesù di questo imbarazzo. Ella ordinò quindi ai servi: "Qualsiasi cosa vi dica, fatela". Essi ascoltarono Gesù e seguirono le sue istruzioni. Egli compì il primo miracolo quando trasformò l'acqua in vino. Queste parole ci insegnano che dobbiamo prestare attenzione al disagio umano e, soprattutto, che dobbiamo fare affidamento sulle parole di Maria e Gesù nelle nostre vite e azioni, perché è così che accadranno cose meravigliose nella nostra vita. Lo stemma è completato con gli ornamenti esterni che sono una croce processionale episcopale d'oro, posta dietro allo scudo e che si estende sopra e sotto lo stesso e un cappello ecclesiastico chiamato galero, con sei nappe in tre file su entrambi i lati dello scudo. Queste sono le insegne araldiche di un prelato del grado di vescovo come da disposizione della Santa Sede del 31 marzo 1969. |